# تاريخ الولايات المتحدة (1945-1964)
كانت الفترة بين 1945 حتى 1964 بالنسبة للولايات المتحدة فترة نمو اقتصادي مرتفع، وازدهار عام، وكانت أيضًا فترة مجابهة سياسية بين الولايات المتحدة الرأسمالية وحلفائها، مع الاتحاد السوفيتي والدول الشيوعية الأخرى؛ إذ بدأت الحرب الباردة، واتحد الأمريكيون الأفارقة وتنظّموا، وانتصرت حركة الحقوق المدنية بإنهائها لحكم فصل جيم كرو في الجنوب، وصدرت قوانين أخرى تجرّم التمييز العنصري، وتنصّ على وجود مراقبة فدرالية من أجل ضمان حقوق التصويت.
وفي وقت مبكر من نفس هذه الفترة، اتُّبعت سياسات خارجية نشيطة لمساعدة أوروبا الغربية وآسيا على التعافي من الدمار الذي خلّفته الحرب العالمية الثانية، وكان الهدف الرئيسي من ذلك هو احتواء توسّع الشيوعية التي كان يسيطر عليها الاتحاد السوفيتي حتى انفصلت الصين في عام 1960، وتصاعد سباق التسلّح من خلال الأسلحة النووية التي ازدادت قوتها، وشكّل السوفيت حلف وارسو (معاهدة الصداقة والتعاون والمساعدة المشتركة) لدول أوروبا الوسطى والشرقية الشيوعية، لمواجهة تهديدات حلف شمال الأطلسي (الناتو) بقيادة الولايات المتحدة. خاضت الولايات المتحدة حربًا دموية غير حاسمة مع كوريا، وتصاعدت الحرب على الفيتنام في نهاية هذه الفترة، واستولى الشيوعيون على السلطة في كوبا، وعندما أرسل الاتحاد السوفيتي صواريخًا نووية للدفاع عنها، اندلعت أزمة صواريخ كوبا عام 1962 مع الولايات المتحدة، وكانت هذه أخطر نقطة في تلك الحقبة.
أما محليًا فقد نما الاقتصاد بسرعة، وارتفعت الأجور، وسياسيًا سيطر الليبراليون الديموقراطيون الذين اجتمعوا سويًا وأقرّوا تحالف الصفقة الجديدة (نيو ديل)، وهم هاري ترومان (1945-1953)، وجون إف. كينيدي (1961-1963)، وليندون جونسون (1963-1969)، وكان الجمهوري دوايت دي. أيزنهاور (1953- 1961) معتدلًا، ولم يحاول إيقاف برامج الخطة الاقتصادية الجديدة كتنظيم الأعمال ودعم النقابات العمالية، بل وسّع نطاق الضمان الاجتماعي وبنى نظام الطرق السريعة بين الولايات.
سيطر الديموقراطيون على الكونغرس خلال معظم هذه الفترة، ومع ذلك لم يستطيعوا تمرير تشريعات ليبرالية كما كانوا يأملون بسبب سيطرة الحلف المحافظ، من ثم سيطر التحالف الليبرالي على الكونغرس بعد اغتيال كينيدي في عام 1963، وبدأ برنامج المجتمع العظيم.

## الحرب الباردة

### جذورها
كان روزفلت واثقًا أنه يستطيع التعامل مع ستالين بعد الحرب، إلا أن ترومان كان أكثر شكًّا بذلك. وأدى تقديم الولايات المتحدة إعالات واسعة النطاق إلى أوروبا الغربية بموجب خطّة مارشال (1948-1951) إلى انتعاش اقتصادي سريع، ولم يسمح الاتحاد السوفيتي للدول التابعة له بتلقي المساعدات الأمريكية، بل استخدم الكرملين الأحزاب الشيوعية المحلية والجيش الأحمر للسيطرة على أوروبا الشرقية بطريقة شمولية، ولم تعد بريطانيا قادرة بعد مرورها بأزمة مالية على دعم اليونان في حربها الأهلية مع الشيوعيين، ولذلك طلبت من الولايات المتحدة أن تأخذ دورها في اليونان، وبدعم من الحزبَين في الكونغرس، استجاب ترومان لذلك بما يُعرَف بمبدأ ترومان لعام 1947، واتبع ترومان أفكار القادة في وزارة الخارجية، والتي دَعَت (تحت إشراف جورج إف كينان بشكل خاص) إلى احتواء التوسّع الشيوعي السوفيتي، وكانت الفكرة أن التناقضات الداخلية الموجودة في هذا الكيان (مثل وجود القوميات المتنوعة) ستؤدي إلى انهيار الطموحات السوفيتية في النهاية.
وفي حلول عام 1947 سيطر السوفيت على دول البلطيق الثلاث بالكامل، وسيطروا بشكل فعال على بولندا، وألمانيا الشرقية، وتشيكوسلوفاكيا، ورومانيا، وبلغاريا، وكانت النمسا وفنلندا محايدتان، ومنزوعتا السلاح. فشلت الولايات المتحدة في التفاوض لوضع تسوية بين حليفتها الصين القومية تحت حكم شيانغ كاي شيك والشيوعيين تحت حكم ماو تسي تونغ، وسيطر الشيوعيون على الصين عام 1949، وانتقلت الحكومة القومية إلى جزيرة فورموزا (في التايوان)، وأصبحت تحت الحماية الأمريكية، وكانت هناك محاولات لسيطرة الحركات الشيوعية على كل من كوريا (في 1950) وفيتنام (1954)، وبُسطت الهيمنة الشيوعية على ثلث أراضي العالم، في حين برزت الولايات المتحدة كقوة عظمى أكثر نفوذًا، وشكّلت شبكة عالمية من التحالفات العسكرية.
كانت هناك تناقضات جوهرية بين رؤى الولايات المتحدة والاتحاد السوفيتي، وبين الديموقراطية الرأسمالية والشيوعية الشمولية، فقد رفضت الولايات المتحدة الشمولية والاستعمار، وبحسب ميثاق الأطلسي لعام 1941 أكّدت على حق تقرير المصير، والوصول إلى المساواة الاقتصادية، وإعادة بناء أوروبا ديموقراطية رأسمالية لتكون مرة أخرى مركزًا للشؤون العالمية.

### الاحتواء
أصبح احتواء توسّع النفوذ السوفيتي مَذهب السياسة الخارجية لحلف الناتو، فقد كانت توقعاتهم أنه في نهاية المطاف سينهار النظام السوفيتي بسبب الضعف الداخلي، ولن تكون هناك حاجة إلى حرب ساخنة (قتال على نطاق واسع)، ودُعم الاحتواء من قبل الجمهوريين (بقيادة السيناتور آرثر فاندينبرغ من ميشيغان، وحاكم ولاية نيويورك توماس ديوي، والجنرال دوايت أيزنهاور)، لكن عارضه الانعزاليون بقيادة السيناتور روبرت تافت من أوهايو.
الفترة بين 1949 حتى 1953
في عام 1949 أعلن الزعيم الشيوعي ماو تسي تونغ قيام جمهورية الصين الشعبية، ثم سافر إلى موسكو حيث تفاوض على معاهدة الصداقة الصينية السوفيتية؛ انتقلت بذلك الصين من حليف وثيق للولايات المتحدة إلى عدو مرير، وحارب الاثنان بعضهما في أواخر عام 1950 في كوريا.
وبعد أن صنع الروس القنبلة الذرية بحلول عام 1949 بوقت أسرع بكثير من المتوقع، أمر ترومان بتطوير القنبلة الهيدروجينية، وحوكم وأُعدم جاسوسان أعطيا أسرارًا ذرية إلى روسيا.

### الحرب الكورية
وافق ستالين على خطة كوريا الشمالية لغزو كوريا الجنوبية التي تدعمها الولايات المتحدة في يونيو عام 1950، وعندها طبّق الرئيس ترومان على الفور -وبشكل غير متوقع- سياسة الاحتواء من خلال حشد واسع النطاق للقوات الأمريكية، وقوات الأمم المتحدة تجاه كوريا، ولم يتشاور مع أو يحصل على موافقة الكونغرس، لكنه حصل على موافقة الأمم المتحدة لدحر الكوريين الشماليين وإعادة توحيد ذلك البلد.
وبعد أسابيع قليلة من التقهقر، نجح الجنرال دوغلاس ماك آرثر في معركة إنشون في قلب موازين الحرب، وغَزَت قوات الأمم المتحدة كوريا الشمالية، ولكن سرعان ما عادت القوات الأمريكية وقوات الأمم المتحدة والقوات الكورية الجنوبية إلى خط البداية الأصلي (خط العرض 38) بعد دخول مئات آلاف الصينيين في الحرب غير المعلنة مع الولايات المتحدة، من ثم دخلت الحرب مرحلة من الجمود، مع أكثر من 33000 قتيل و100000 جريح أمريكي، وفي النهاية أنهى آيزنهاور الحرب بهدنة بقيت سارية من خلال تهديده باستخدام الأسلحة النووية في عام 1953.

### معاداة الشيوعية والمكارثية: 1947-1954
مع زيادة القلق بشأن وصول الشيوعية إلى كوريا والصين، ووصولها إلى درجة كبيرة عام 1950، أطلق السيناتور جو مكارثي من ويسكونسن حملة تحقيقات للبحث عن جواسيس الشيوعيين في الحكومة بحسب زعمه، وسيطر على وسائل الإعلام، وكان الكاثوليك الإيرلنديون (ومنهم المحافظ ويليام إف. بوكليي، وعائلة كينيدي) مناهضين للشيوعية بشدّة، ودافعوا عن مكارثي (الذي كان كاثوليكيًا إيرلنديًا أيضًا)، وفي النهاية انهارت سلطة السيناتور وحملته رسميًا في عام 1954.
وصل هجوم مكارثي إلى هوليوود، لدرجة اضطر فيها بعض المشاهير مثل تشارلي شابلن إلى مغادرة الولايات المتحدة، واضطر آخرون للعمل تحت أسماء مستعارة مثل دالتون ترومبو.

## حركة الحقوق المدنية
بعد انتهاء عملية إعادة الإعمار، تبنّت العديد من الولايات قوانين جيم كرو التقييدية التي فرضت الفصل بين الأعراق. كان قانون الحقوق المدنية لعام 1957 أول مجموعة من التشريعات الفدرالية للحقوق المدنية منذ ما يقارب القرن، ومهّد الطريق لقانون الحقوق المدنية لعام 1964.